# Autoridade Nacional da Juventude e da Sociedade Civil
A Autoridade Nacional da Juventude e da Sociedade Civil (em sueco:  Myndigheten för ungdoms- och civilsamhällesfrågor ; com sigla MUCF) é uma agência governamental sueca, tutelada pelo Ministério da Educação.
Está vocacionada para gerir os assuntos relacionados com as condições de vida dos jovens e as condições da sociedade civil. Concede subsídios às associações, aos municípios, e à cooperação internacional.